# 諾亞·霍利
諾亞·霍利（英語：Noah Hawley，1967年—），美國編劇、電視劇製作人和作家，知名於創作與編寫《冰血暴》（2014–現在）和《變種軍團》（2017–現在），亦因前者取得包括艾美獎和金球獎在內的多個獎項。除此之外他於2016年發行的小說《墜落之前》（Before the Fall）也贏得了愛倫坡獎最佳小說。

## 早年生活
霍利在1967年出生於紐約，其母親是路易絲·阿姆斯特朗，一位非小說類作家和社會活動家，父親湯姆·霍利（Tom Hawley）則是一位商人。他有一個攣生兄弟亞歷克賽（Alexi），其亦曾撰寫過《杀手之王》的劇本和為《國務危情》的創作者。
霍利在1999年拿到莎拉勞倫斯學院的政治科學學位。他之後在位於紐約的法律援助組織Legal Aid Society工作，專責處理涉及虐兒或疏忽照顧的案件。後來他搬到舊金山，在一家律師事務所當助理律師並兼任電腦編程的工作。

## 事業生涯

### 小說
霍利於1998年出版其第一部小說《一個高個兒男人的陰謀》（A Conspiracy of Tall Men），之後再分別在2004年和2008年發行《其他人的婚禮》（Other People's Weddings）和《拳打》（The Punch）。
2012，霍利的第四部小說《好父親》（The Good Father）公開發售，其在出版後被《出版者週刊》評選為2012年春季的十大小說，而作品的英國版本亦被「理查德與茱蒂讀書會」（Richard and Judy Book Club）列進他們2013年春季的十大選書名單內。2016年出版的第五部小說《墜落之前》（Before the Fall）使霍利的寫作生涯更上一層樓，除了發售後隨即被索尼買斷版權外，還奪得被譽為「美國推理文壇最高榮譽」的愛倫坡獎，《紐約時報》亦評論它為「2016年數一數二的小說」。

### 電視劇

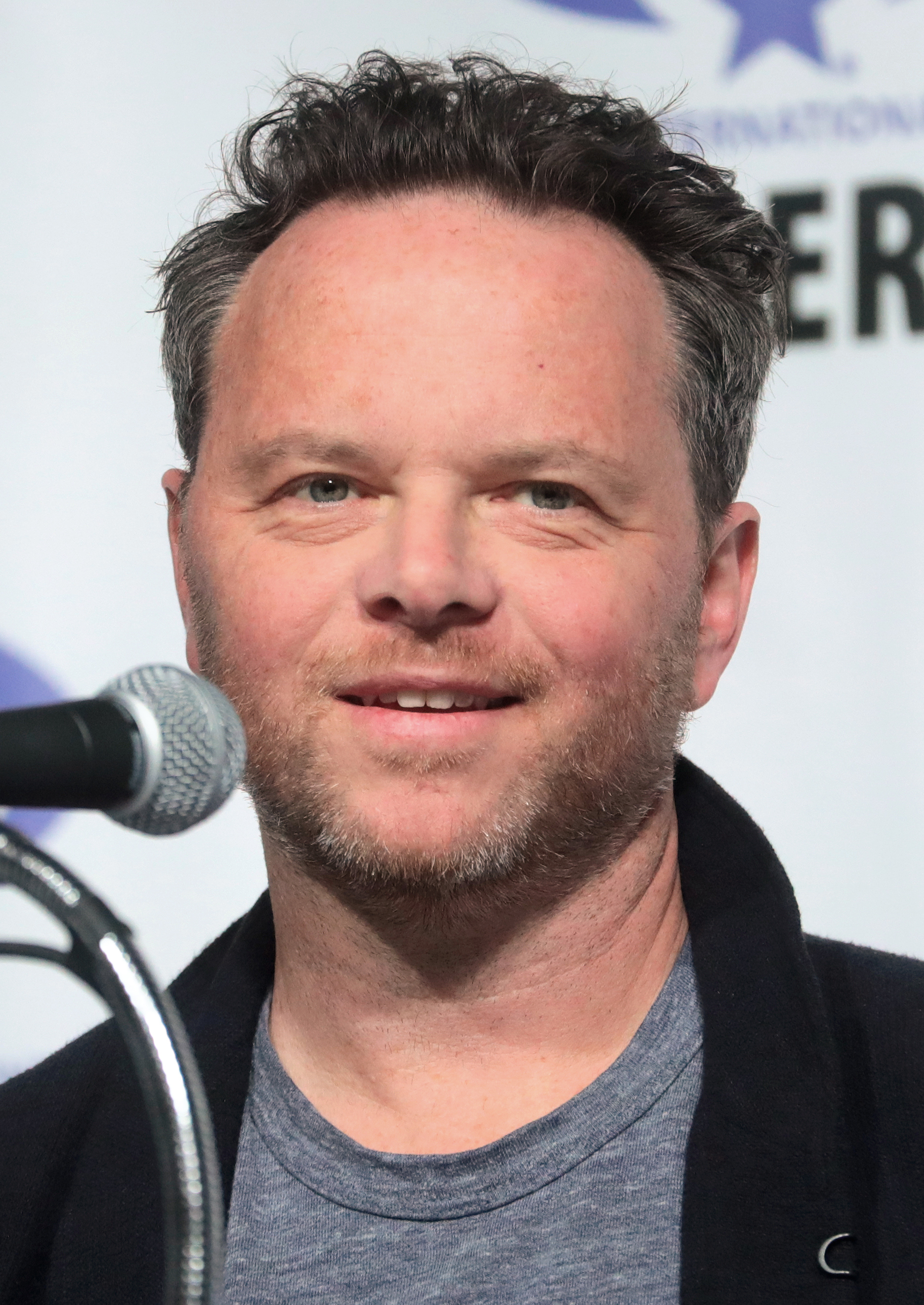
霍利在2019年完美漫畫展上宣傳《變種軍團》

霍利是《尋骨線索》前三季的作家與製片人，同時亦是《非凡女警》和《我們這一代》的執行製作人
霍利於2014年成為FX獨立單元劇《冰血暴》的創作者、主要作家和執行製片人，該系列為基於科恩兄弟執導的同名電影。同年8月25日，《冰血暴》贏得黃金時段艾美獎的最佳迷你影集/電視電影，同時獲得當屆艾美獎的17項提名。該系列總共得到113項提名，並贏得其中的32項。2017年4月19日，《冰血暴》的第三季開播。
2015年2月，霍利延長與FX的合約，他之後為改編自漫威漫畫旗下角色的《變種軍團》撰寫劇本並擔任系列製作人。霍利還會為FX製作一套改編自库尔特·冯内古特所作小說《貓的搖籃》的限定劇。他同時亦會擔任基於同名小說重製的《追蹤刺客》和同樣改編自同名小說的《神偷盜寶》（The Hot Rock）的執行製作人。
2020年12月，宣佈霍利將擔任《異形》的製作人和編劇，而雷利·史考特擔任執行製作人。

### 電影
霍利曾在2006年編寫電影《偷情謊言》的劇本。2014年9月，環球影業宣佈已與霍利達成協議，後者將會為前者編寫一部環球怪物電影的劇本。而索尼影視娛樂亦公佈已經獲得霍利小說《墜落之前》（Before the Fall）的版權，而其亦會擔任作品的編劇一職。2017年7月20日，他在圣地亚哥国际漫画展上宣佈將會為二十世紀福斯編寫與執導一部關於末日博士的電影。
2019年，霍利在福斯探照燈影業發行的劇情片《露西上太空》中首次擔當電影導演，由娜塔莉·波特曼飾演一名美國女太空人。
2019年11月，宣布霍利會編寫和執導《星空奇遇記》重啟電影系列的第四部作品。

## 個人生活
霍利平時與其妻子凱兒（Kyle）和兩個孩子居住於奧斯汀和洛杉磯兩地。

## 影視作品列表

### 電影
| 年份 | 譯名標題       | 原名標題        | 職位 | 職位 | 職位 | 備註     |
| 年份 | 譯名標題       | 原名標題        | 導演 | 編劇 | 監製 | 備註     |
| ---- | -------------- | --------------- | ---- | ---- | ---- | -------- |
| 2006 | 《偷情謊言》   | The Alibi       |      | 是   |      |          |
| 2019 | 《露西上太空》 | Lucy in the Sky | 是   | 是   | 是   | 首次執導 |

### 電視節目
| 年份      | 譯名標題       | 原名標題      | 職位 | 職位 | 職位       | 備註       |
| 年份      | 譯名標題       | 原名標題      | 導演 | 編劇 | 執行製作人 | 備註       |
| --------- | -------------- | ------------- | ---- | ---- | ---------- | ---------- |
| 2005–2008 | 《尋骨線索》   | Bones         |      | 是   |            | 6集        |
| 2009      | 《非凡女警》   | The Unusuals  |      | 是   | 是         | 創作人 3集 |
| 2010      | 《我們這一代》 | My Generation |      | 是   | 是         | 開發者 2集 |
| 2014–現在 | 《冰血暴》     | Fargo         | 是   | 是   | 是         | 創作人     |
| 2017–2019 | 《變種軍團》   | Legion        | 是   | 是   | 是         | 創作人     |
| TBA       | 《異形》       | Alien         | 是   | 是   | 是         | 創作人     |

## 出版書籍
- 《一個高個兒男人的陰謀》（A Conspiracy of Tall Men，ISBN 978-0609602805）
- 《其他人的婚禮》（Other People's Weddings，ISBN 78-0312322731）
- 《拳打》（The Punch，ISBN 978-0811864299）
- 《好父親》（The Good Father，ISBN 978-0385535533）
- 《墜落之前》（Before the Fall，ISBN 978-1455561780）

## 獎項與提名
| 年份 | 獎項             | 類別                                     | 作品         | 結果 |
| ---- | ---------------- | ---------------------------------------- | ------------ | ---- |
| 2014 | 黃金時段艾美獎   | 最佳迷你影集/電視電影                    | 《冰血暴》   | 獲獎 |
| 2014 | 黃金時段艾美獎   | 有限影集/電視電影/劇情類特別節目最佳編劇 | 《冰血暴》   | 提名 |
| 2014 | 評論家選擇電視獎 | 最佳迷你影集                             | 《冰血暴》   | 獲獎 |
| 2014 | 製片人協會獎     | 最佳長篇電視劇                           | 《冰血暴》   | 獲獎 |
| 2014 | 金球獎           | 最佳連續短劇或電視電影                   | 《冰血暴》   | 獲獎 |
| 2015 | 黃金時段艾美獎   | 最佳迷你影集/電視電影                    | 《冰血暴》   | 提名 |
| 2015 | 黃金時段艾美獎   | 有限影集/電視電影/劇情類特別節目最佳執導 | 《冰血暴》   | 提名 |
| 2015 | 黃金時段艾美獎   | 有限影集/電視電影/劇情類特別節目最佳編劇 | 《冰血暴》   | 提名 |
| 2015 | 評論家選擇電視獎 | 最佳迷你影集                             | 《冰血暴》   | 獲獎 |
| 2015 | 製片人協會獎     | 最佳長篇電視劇                           | 《冰血暴》   | 獲獎 |
| 2015 | 金球獎           | 最佳連續短劇或電視電影                   | 《冰血暴》   | 提名 |
| 2015 | 美国编剧工会奖   | 最佳改編長篇劇本                         | 《冰血暴》   | 獲獎 |
| 2017 | 黃金時段艾美獎   | 最佳迷你影集/電視電影                    | 《冰血暴》   | 提名 |
| 2017 | 黃金時段艾美獎   | 有限影集/電視電影/劇情類特別節目最佳執導 | 《冰血暴》   | 提名 |
| 2017 | 黃金時段艾美獎   | 有限影集/電視電影/劇情類特別節目最佳編劇 | 《冰血暴》   | 提名 |
| 2017 | 美国编剧工会奖   | 最佳改編長篇劇本                         | 《冰血暴》   | 提名 |
| 2017 | 愛倫坡獎         | 最佳小說                                 | 《墜落之前》 | 獲獎 |
| 2018 | 愛倫坡獎         | 最佳電視影集                             | 《冰血暴》   | 提名 |

## 外部連結
- 官方网站
- 諾亞·霍利在互联网电影资料库（IMDb）上的資料（英文）